# Nowyj Biriuziak
Nowyj Biriuziak (ros. Новый Бирюзяк) – wieś w Rosji, w Dagestanie, w rejonie kizlarskim. W 2010 liczyła 909 mieszkańców, głównie Awarów.